# Zbigniew Józefowicz

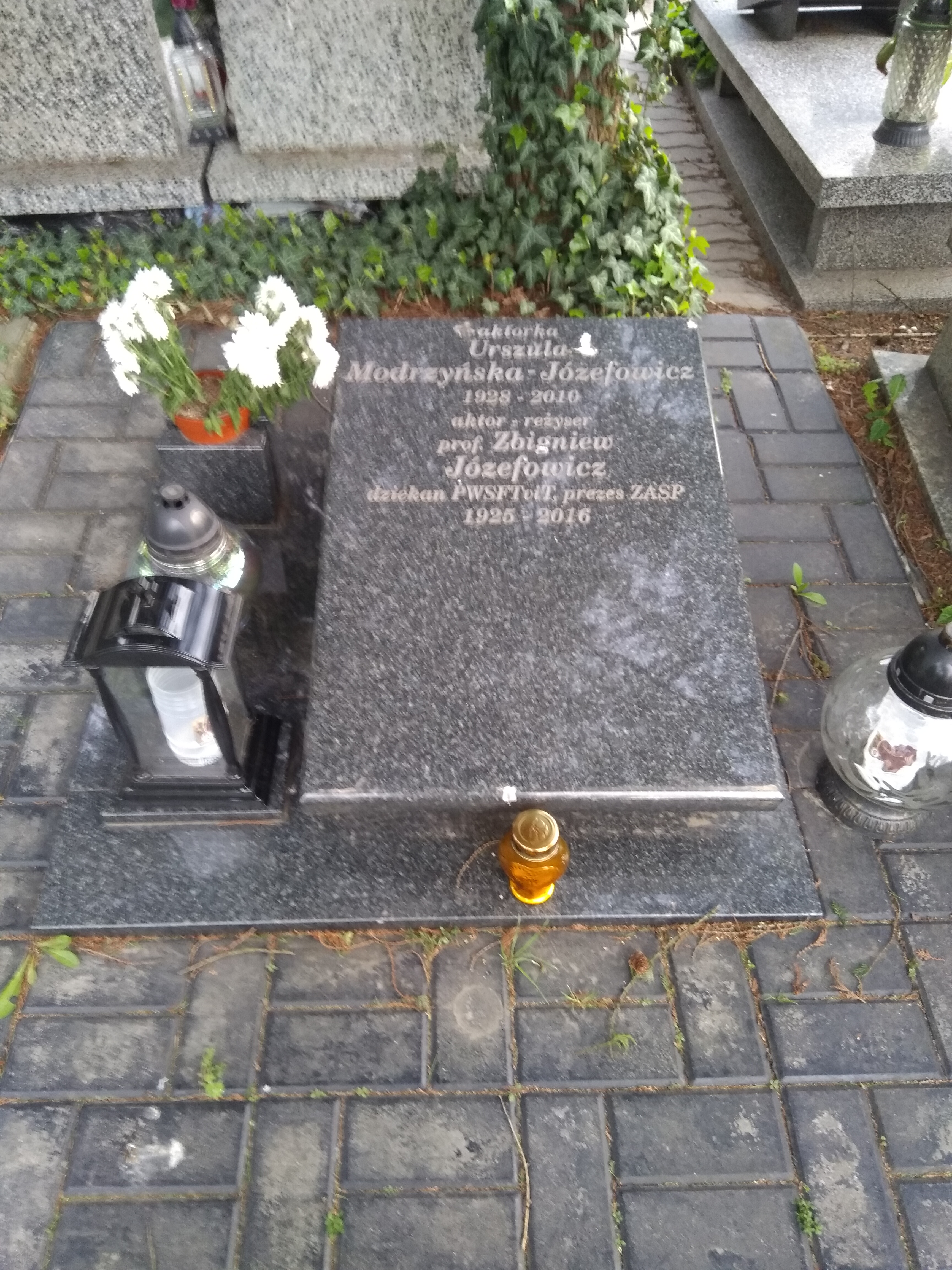
Mormântul cuplului de actori Urszula Modrzyńska-Józefowicz și Zbigniew Józefowicz în Cimitirul comunal Doły din Łódź

Zbigniew Józefowicz (n. 8 iunie 1925, Tarnów, voievodatul Polonia Mică, Polonia – d. 29 august 2016, Łódź, Polonia) a fost un actor polonez de teatru și film.

## Biografie
S-a născut la 8 iunie 1925 în orașul Tarnów (astăzi în voievodatul Polonia Mică). A debutat pe scena de teatru ca actor pe 12 mai 1950, în rolul unui marinar din piesa Doctor Dolittle a lui Hugh Lofting, reprezentată la Teatrul Tineretului din Poznań. În 1951 a promovat examenul extern de actorie.
A făcut parte, pe rând, din trupele următoarelor teatre: Teatrul Tineretului din Poznań (1950-1951), Teatrele Dramatice din Poznań (1952–1953), Teatrul „Stefan Jaracz” din Łódź (1954–1960), Teatrul Nou din Łódź (1960–1982) și iarăși Teatrul „Stefan Jaracz” din Łódź (1982–1990). În perioada 1962-1990 a jucat peste treizeci de roluri la Teatrul Polonez de Televiziune. A fost mulți ani lector la Facultatea de Actorie a Școlii Naționale Poloneze de Film, Televiziune și Teatru din Łódź, îndeplinind funcția de decan în perioada 1981-1982. În anul 2008 a fost decorat cu Medalia de Argint „Meritul Cultural - Gloria Artis”.
Zbigniew Jozefowicz a debutat ca actor de cinema în filmul Celuloza (1953) al lui Jerzy Kawalerowicz, jucând apoi în filmul Pod flagą frygijską (1954) al aceluiași regizor. A colaborat cu regizori ca Jan Rybkowski (Godziny nadziei, 1955) și Ewa și Czesław Petelski (Wraki, 1956) și este cunoscut îndeosebi pentru rolurile secundare din filmele Gdzie jest generał (1963) al lui Tadeusz Chmielewski, Rachunek sumienia (1964) al lui Julian Dziedzina, Echo (1964) al lui Stanisław Różewicz și Cenușa (1965) al lui Andrzej Wajda. A apărut în peste 100 de roluri în filme și seriale de televiziune, interpretând în principal roluri secundare și creând numeroase personaje expresive care au rămas în memoria cinefililor.
A fost căsătorit cu actrița Urszula Modrzyńska până la 11 decembrie 2010, când a survenit moartea ei.
A murit la 29 august 2016 la Łódź, la vârsta de 91 de ani. A fost înmormântat în Cimitirul Doły din Łódź (secția comunală), secțiunea XXIII-5-34.

## Filmografie (selecție)
- 1953: Celuloza – Jan Gawlikowski
- 1954: Pod gwiazdą frygijską – Jan Gawlikowski
- 1957: Król Maciuś I – soldatul cu capra, unchiul lui Felek
- 1961: Dwaj panowie N – Stefan, ofițerul de informații al WSW
- 1961: Ambulans (scurtmetraj) –  SS-istul
- 1962: Wielka, większa i największa – milițianul care-i arestează pe răpitori
- 1963: Gdzie jest generał... – colonelul Dzierzbicki
- 1964: Întâlnire cu spionul – un căpitan
- 1964: Echo – profesorul de gimnastică al lui Romek
- 1965: Kapitan Sowa na tropie – dr. Greger (ep. 7)
- 1965: Cenușa – Michcik, servitorul lui Piotr Olbromski
- 1965: Lekarstwo na miłość – locotenentul de miliție (Milicja Obywatelska)
- 1966: Marysia și Napoleon – dublu rol: grădinar, vizitiul Domagalski
- 1966: Z przygodą na ty – profesorul ornitolog (ep. 3)
- 1966: Unde este al treilea rege? (Gdzie jest trzeci król) : căpitanul Półtorak
- 1967: Westerplatte – un soldat care efectuează supravegherea radio
- 1968: Stawka większa niż życie – generalul sovietic (ep. 18)
- 1968: Kierunek Berlin – colonel
- 1969: Patru tanchiști și un câine – colonel (ep. 13)
- 1970: Cum am declanșat Al Doilea Război Mondial – comandantul partizanilor
- 1970: Przygody psa Cywila – comandantul (ep. 6)
- 1972: Ucieczka-wycieczka – Wesołowski
- 1972: Chłopi – fratele primarului
- 1974: Siedem stron świata – tatăl lui Jacek și Paweł
- 1975: Kazimierz Wielki – invitatul episcopului Jan Grot
- 1975: Dyrektorzy – Henryk Czyżewski (ep. 1, 2, 3)
- 1976: Zaklęty dwór – tatăl lui Juliusz (ep. 3, 7)
- 1976: Imposibila poveste de dragoste – Rudecki, tatăl Stefciei
- 1977: Soldații victoriei – Piotr Jaroszewicz (partea a II-a)
- 1980: Zamach stanu – președintele Ignacy Mościcki
- 1980: Polonia Restituta – Ignacy Daszyński
- 1981: Najdłuższa wojna nowoczesnej Europy (ep. 6)
- 1982: Polonia Restituta – Ignacy Daszyński (ep. 4, 5)
- 1986: Kryptonim „Turyści” – ofițerul de contraspionaj (ep. 3)
- 1987: Komediantka – regizerul
- 1987: Łuk Erosa – Karowski, tatăl lui Adam
- 1990: Dziewczyna z Mazur – directorul

## Premii
- Premiul Consiliului Central al Sindicatelor (CRZZ) cu ocazia Zilei Internaționale a Teatrului (1966)[7]
- Mențiune de onoare la ediția a XVIII-a a Festivalului Polonez de Artă Contemporană pentru rolul secretarului Malawski în piesa „Egzamin” de Jan Paweł Gawlik de la Teatrul Nou din Łódź (1977)[7]